# 新文達什
新文達什（葡萄牙語：Vendas Novas）是一個位於葡萄牙阿連特茹大區埃武拉區的城市，有11123個居民（2011年）。

## 外部連結
- Town Hall official website
- Photos from Vendas Novas （页面存档备份，存于）